# Acacia penicillefera
Acacia penicillefera é uma espécie de leguminosa do gênero Acacia, pertencente à família Fabaceae.